# Park Fiction
Park Fiction ist ein seit Mitte der 1990er Jahre bestehendes künstlerisches und gesellschaftspolitisches Projekt in Hamburg.

## Geschichte

### Der Anlass
Anwohner der Gegend um den Pinnasberg in Altona-Altstadt und aus dem angrenzenden St. Pauli forderten anstelle der beabsichtigten Wohn- und Bürobebauung 1994 erstmals einen öffentlichen Park für ihr dicht bebautes Viertel. Außerdem wollten sie den von Rocko Schamoni ins Leben gerufenen Golden Pudel Club erhalten, der vom Abriss bedroht war (Genaueres unter Antonipark). Die Nachbarschaftsinitiative, der auch soziale Einrichtungen, die einzige Schule des Quartiers und einzelne Künstler angehörten, fertigte erste Skizzen für den Park an und warb in den Medien für ihr Projekt. Aus dieser vielschichtigen Zusammenarbeit ging das Projekt Park Fiction hervor.

### Planungsprozess

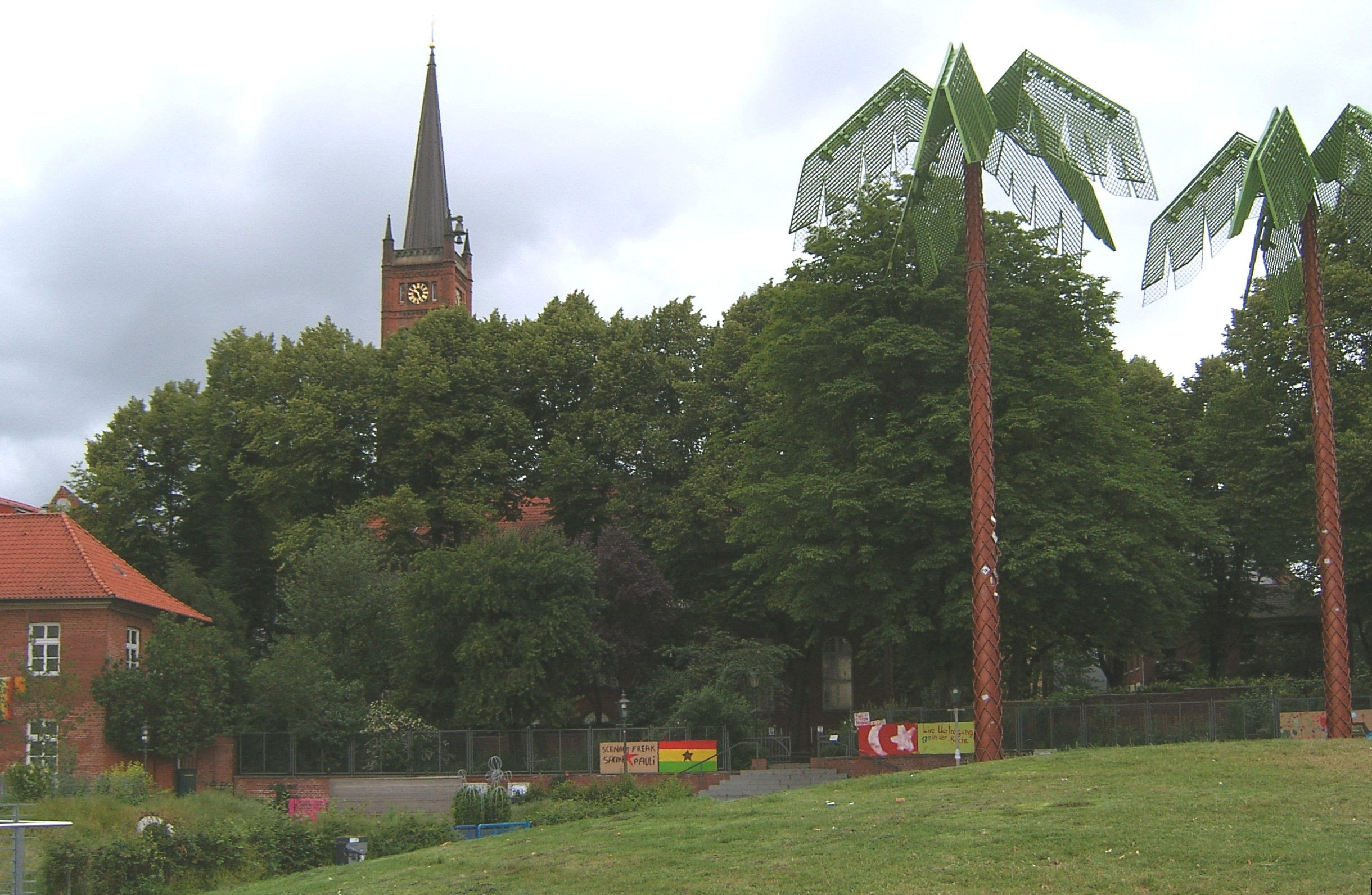
Teil des Parks, im Hintergrund die St.-Pauli-Kirche

Die Künstler Christoph Schäfer und Cathy Skene, von der Hamburger Kulturbehörde eingeladen, ein Projekt für Kunst im öffentlichen Raum zu entwickeln, schrieben in Abstimmung mit dem Hafenrandverein ein Konzept unter dem Titel Park Fiction. Die Initiative organisierte die Planung im Stadtteil schon ab 1995 völlig unabhängig von Politik und Behörden, als nachbarschaftlicher Austausch, und erarbeitete sich auf diese Weise eine enorme Legitimität gegenüber der amtlichen Planung, die zu diesem Zeitpunkt noch einen Verkauf des Geländes und eine geschlossene Bebauung vorsah.
Bereits während des Planungsprozesses organisierten Projektbeteiligte Veranstaltungen, die eine beispielhafte Nutzung demonstrieren sollten (Grill Battles, Raves auf der Straße, Salatbars die wie Parklandschaften angerichtet waren).

### Umsetzung und Nutzung
Der „Antonipark“ wurde schließlich zwischen Sommer 2003 und Sommer 2005 realisiert.
1997 wurde ein Planungscontainer vor Ort aufgestellt, bei dem Anwohner aller Altersgruppen sich mit Ideen und Zeichnungen beteiligen, und am Konzeptionsprozess beteiligen konnten.
Im Juni 2013 wurde der Park im Rahmen einer Solidaritätskundgebung für die Protestierenden in Istanbul in „Gezi-Park Hamburg“ umbenannt.

## Projektdetails

### Theoretische Aspekte
Beim Projekt ging es im Kern um eine radikale Demokratisierung von Planungsprozessen mit künstlerischen Mitteln, für den die Künstler den Begriff der Wunschproduktion prägten. Ein weiterer Aspekt, der Park Fiction von den bis dahin üblichen Beteiligungsverfahren unterscheidet, ist der Parallele Planungsprozess: Konkret entwickelten die Künstler als Teil der Initiative erste Fragebogen, Vorträge zu „Parks & Politik“, Ausstellungen, offene Workshops, Planungswerkstätten mit sozialen Einrichtungen wie dem Kinderhaus am Pinnasberg und Diskussionen.
Neben der bereits vor Umsetzung des Parks stattfindenden Aktionen, machten die Organisatoren mit einer Vielzahl von Methoden auf ihr Projekt aufmerksam und regten zum Mitmachen an. Der Planungsprozess wurde beispielsweise als Spiel organisiert. Darüber hinaus gab es ein mobiles Planungskit, mit dem Passanten interviewt werden konnten.
Die Künstler und Architekten fertigten nach diesen Vorgaben Planungsskizzen an. Ein Film von Margit Czenki (Park Fiction – die Wünsche werden die Wohnung verlassen und auf die Straße gehen, 1999) wurde vor Ort und international gezeigt. Nach Ausstellungen in Wien, Berlin, Zürich und Biella wurde das Projekt auch auf der Documenta11 in Kassel 2002 ausgestellt.

### Praktische Umsetzung

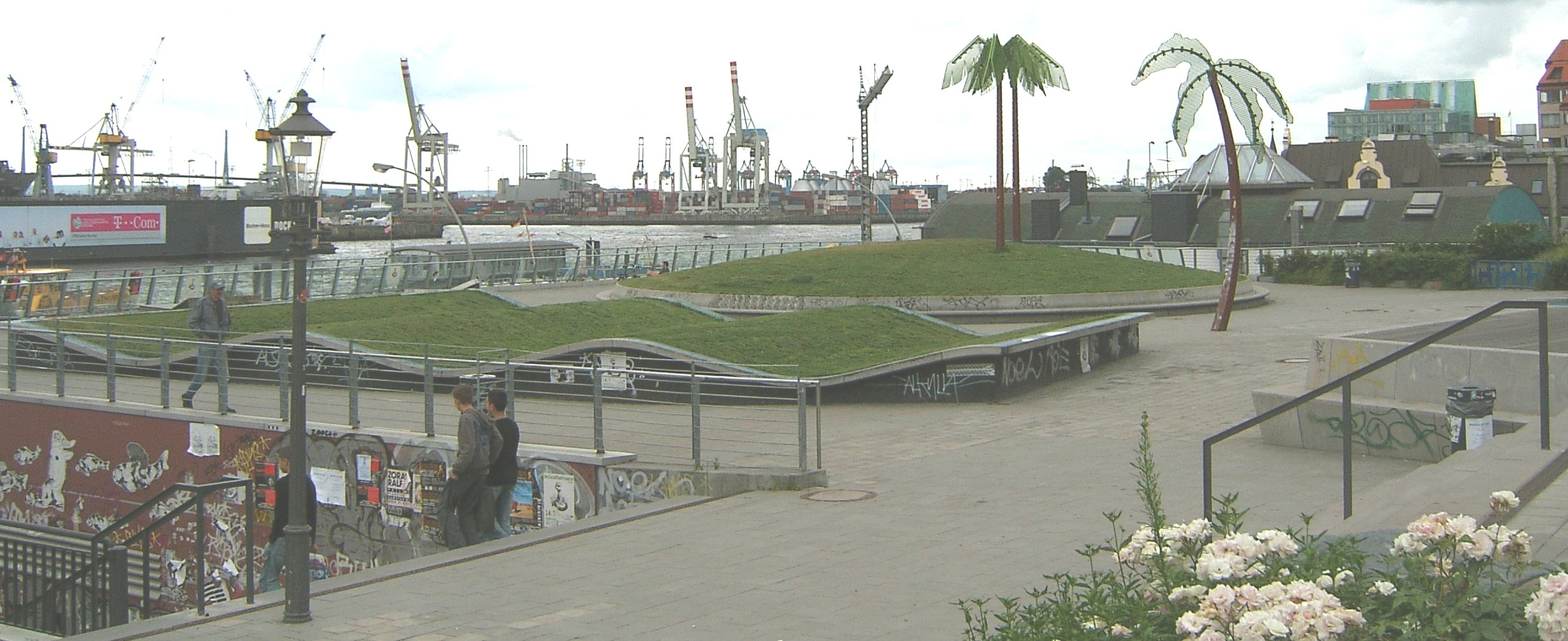
Fliegender Teppich

Anwohner konzipierten im Planungscontainer diverse Parkdetails, die dabei primär als "Inseln" gedacht waren:
- einen Seeräuberinnen-Brunnen
- drei Open-Air-Solarien (2005)
- den Fliegenden Teppich (ein wellenförmiges Rasenstück, 2003)
- ein tulpengemustertes Tartanfeld (2005)
- mobile Palmeninseln (2003)
- Postfächer für Jugendliche: diese können hier unkontrolliert Post erhalten
- Nachbarschaftsgärten (2005)
- Boulefläche „Frühstück im Freien“ (2005)
- der „Hundegarten“ mit Pudeltoren und einer in Pudelform geschnittenen Buxbaumhecke (2005)
- das Stegesystem Schauermanns Park (2005)
- zwei Kräutergärten vor dem Pastorat (2005)
- der „Bambusgarten des bescheidenen Politikers“ (2005)

Weitere realisierte Dinge:
- Basketballplatz
- Amphitheater

### Spätere Nutzung
Darüber hinaus wurden nach der Eröffnung über die Jahre verschiedene Aktionen im Park Fiction durchgeführt:
- eine temporär eingerichtete Handy-Fabrik
- Pflanzaktionen
- Demonstrationen

## Künstlerische Einordnung
Das Kunstprojekt bezieht sich auf die Theorie und die Praxis der Situationisten (Stadtplanung), der Theoretiker Gilles Deleuze und Félix Guattari, des Metaphilosophen Henri Lefèbvre und auf die Arbeit der Konzeptkünstler Dan Graham und Stephen Willats. Es gibt Verbindung zum erweiterten Kunstbegriff der Sozialen Plastik von Joseph Beuys. Park Fiction organisierte die kollektive Wunschproduktion, den öffentlichen Planungsprozess für den Park als Spiel. Statt eines autonomen Werks schafft das Projekt Plattformen des Austauschs und „Tools“ für die gemeinsame Produktion: einen Planungscontainer, ein „Knetbüro“, ein Wunscharchiv, oder den „Action Kit“, ein tragbares Planungsstudio. Der gemeinsam gestaltete öffentliche Raum, die Veröffentlichungen, die Aktionen, entstanden in Zusammenarbeit mit den Anwohnern selbst, bilden das Kunstwerk.

„Es geht bei der kollektiven Wunschproduktion darum, neu zu bestimmen, was die Stadt ist, darum, ein anderes Netz über die Stadt zu legen, sich die Stadt anzueignen, überhaupt sich vorzustellen, wie es anders laufen könnte, und dann das Spiel nach anderen Regeln zu spielen.“

## Ausstellungen
- 2005 Groundworks, Miller Gallery, Carnegie Mellon University, Pittsburgh
- 2003 Park Fiction presents: Unlikely Encounters in Urban Space, Internationaler Kongress und Ausstellung, Reeperbahn 1, Hamburg
- 2002 Documenta11, Kassel
- 2001 Cittadellarte – Fondazione Pistoletto, Biella
- 2000 Park Fiction – die Wünsche werden die Wohnung verlassen und auf die Straße gehen, Parkhaus, Berlin
- 1999 Park Fiction – die Wünsche werden die Wohnung verlassen und auf die Straße gehen, Wienerkunstverein, Wien
- 1997 weitergehen, Kunstverein in Hamburg
- 1996 Park Fiction 4: Eines Tages werden die Wünsche die Wohnung verlassen und auf die Straße gehen, Gruppenausstellung im öffentlichen Raum, in Wohnungen und Läden rund um den Hein-Köllisch-Platz und den gewünschten Park, Hamburg-St.Pauli

## Das Projekt in verschiedenen Medien

### Veröffentlichungen
- Christoph Schäfer, Cathy Skene: St.Pauli Elbpark 0–100 %, in A.N.Y.P., Nr. 7, 1996.
- Cathy Skene: Park Fiction, in: o.k.: Ortsbezug: Konstruktion oder Prozess, Hg.: Hedwig Saxenhuber / Georg Schöllhammer, edition selene, Wien 1998, ISBN 3-85266-068-8.
- AG Park Fiction: Aufruhr auf Ebene p. In: Die Kunst des Öffentlichen, Hg.: Marius Babias, Achim Könneke, Verlag der Kunst, Amsterdam, Dresden, 1998, ISBN 90-5705-091-9.
- Christoph Schäfer: The City Is Unwritten. In: Making Their Own Plans, S. 38 ff, Ed. Brett Bloom, Ava Bromberg, Whitewalls, Chicago, 2004, ISBN 0-945323-05-0.
- Christoph Schäfer: Die Stadt ist ungeschrieben. In: Kunst im Stadtraum – Hegemonie und Öffentlichkeit, DresdenPostplatz/b-books, Dresden 2004, ISBN 3-933557-61-5.
- Christoph Schäfer, Cathy Skene, Hafenrandverein: Rebellion on Level p. In: Art and social change: a critical reader, Ed.: Charles Esche, William Bradley, Tate Publishing, London, in association with Afterall, New York. 2007, ISBN 978-1-85437-626-8.

### Film, Video
- Margit Czenki: Park Fiction – die Wünsche werden die Wohnung verlassen und auf die Strasse gehen. Dokumentation, 60 min., 1999, Farbe, Super 8 und 16 MM Transfer auf DVD.
- Peter Ott: Park Fiction presents: Unlikely Encounters in Urban Space Kongress-Dokumentation, 134 min., 2003, Farbe
- MIT TechTV: The City is our Factory: Politics of desire and the production of urban spaces between Grande Latte and Park Fiction, Vortrag von Christoph Schäfer zu Park Fiction im Kontext der Recht auf Stadt Bewegung, M.I.T., Boston, 2009.